# Кинерь
Кинерь — деревня в Малмыжском районе Кировской области в составе Старотушкинского сельского поселения. 

## География
Находится в правобережной части района на расстоянии примерно 31 километр по прямой на север-северо-запад от районного центра города Малмыж.

## История
Известна с 1873 года, когда здесь было учтено дворов 57 и жителей 471, в 1905 95 и 570, в 1926 129 и 643 соответственно. В 1950 году был 171 двор и 644 жителей. В 1989 году учтено 449 жителей.

## Население
Постоянное население  составляло 507 человек (марийцы 92%) в 2002 году, 461 в 2010.